# Roscoe (Illinois)
Roscoe is een plaats (village) in de Amerikaanse staat Illinois, en valt bestuurlijk gezien onder Winnebago County.

## Demografie
Bij de volkstelling in 2000 werd het aantal inwoners vastgesteld op 6244. In 2006 is het aantal inwoners door het United States Census Bureau geschat op 8742, een stijging van 2498 (40,0%).

## Geografie
Volgens het United States Census Bureau beslaat de plaats een oppervlakte van 24,2 km², waarvan 24,0 km² land en 0,2 km² water.
Roscoe ligt aan de Rock River, een zijrivier van de Mississippi met een lengte van naar schatting 459 kilometer.

## Plaatsen in de nabije omgeving
De onderstaande figuur toont nabijgelegen plaatsen in een straal van 12 km rond Roscoe.